# Lascahobas
Lascahobas (Haitianisch-Kreolisch Laskawobas; spanisch Las Caobas) ist eine haitianische Gemeinde im Departement Centre. Lascahobas hat 7564 Einwohner und liegt unweit der Grenze zur Dominikanischen Republik. Im Umland wird Tabak, Kaffee, Zuckerrohr und Sisal angebaut.
Koordinaten: 18° 50′ N, 71° 56′ W